# デソゲストレル
デソゲストレル(Desogestrel)は、ホルモンによる避妊に用いられる物質である。今日市販されている大部分の経口避妊薬は、エストロゲン化合物（通常は、エチニルエストラジオール）に加え、デソゲストレルのようなプロゲスチンを含む。デソゲストレルを含む避妊薬は、「第三世代」の経口避妊薬と呼ばれることがある。対照的に「第二世代」と見なされている経口避妊薬（例えばTri-Levlen）はエストロゲンとプロゲスチンを含んでいるが、プロゲスチンは、レボノルゲストレルのような異なるものである。

## 利点
第三世代の経口避妊薬は、血中のグルコース濃度や脂肪組成に影響を及ぼさないため、糖尿病や高脂血症の患者の利用に適している。合成エストロゲン量が第二世代の経口避妊薬よりも少なく、体重増加、乳房の圧痛、偏頭痛になる可能性が小さい。